# Melanto (figlia di Deucalione)
Melanto o Melanteia è un personaggio della mitologia greca, figlia di Deucalione.
Secondo alcune tradizioni, con il nome di Melanteia, avrebbe avuto una figlia dal dio fiume Cefiso o da Iamo, chiamata ora Melene, ora Melenide, ora Celeno, la quale a sua volta sarebbe stata madre dell'eroe eponimo di Delfi, Delfo.
Secondo una diversa tradizione, con il nome di Melanto sarebbe stata lei stessa madre di Delfo, generato da Poseidone, unito a lei sotto forma di delfino.